# Заплюсье (городское поселение)

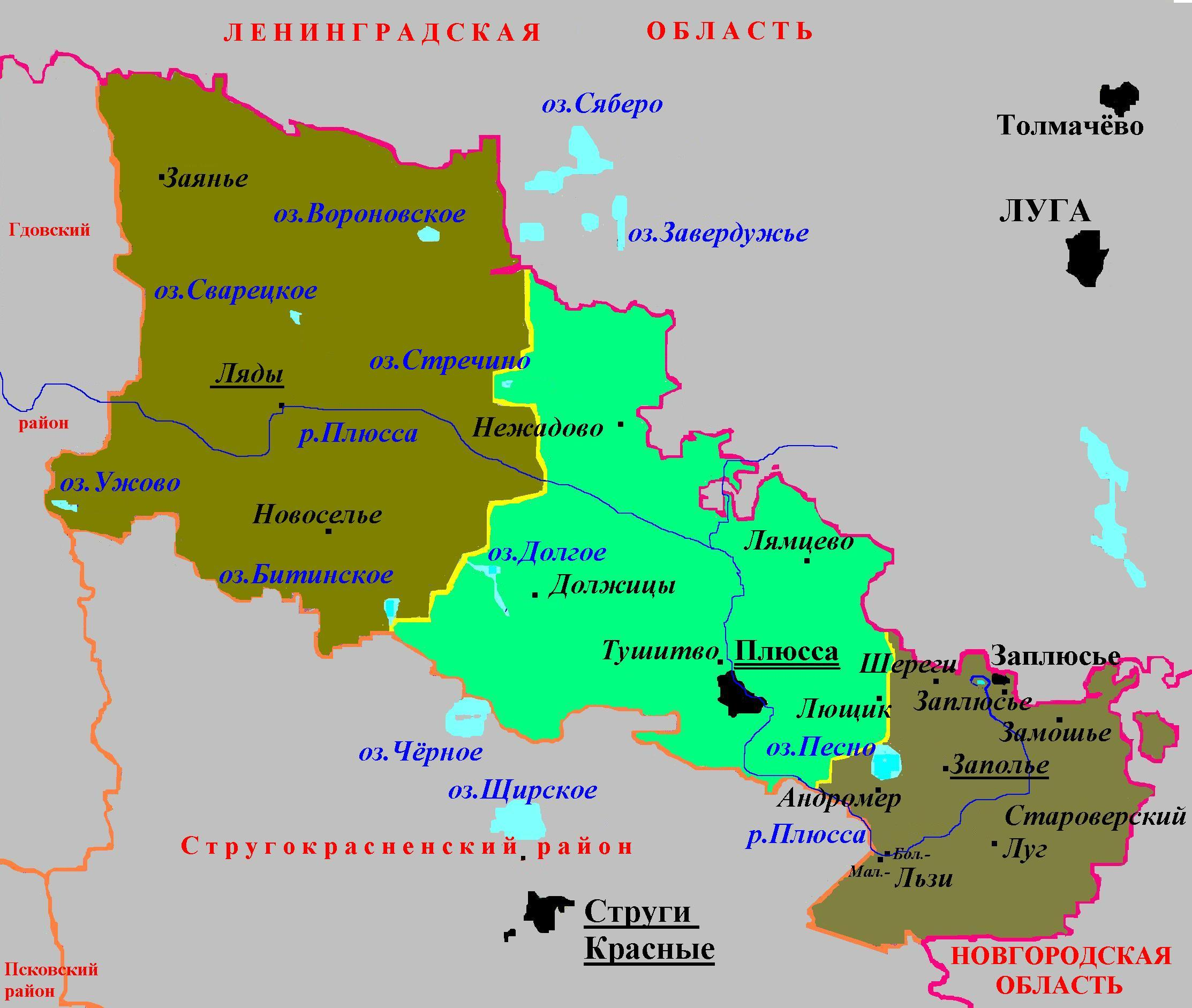
Административное деление Плюсского района

Заплюсье (муниципальное образование «Заплюсье» или городское поселение «Заплюсье») — городское поселение в Плюсском районе Псковской области Российской Федерации.
Административный центр — рабочий посёлок (посёлок городского типа) Заплюсье.

## География
Территория городского поселения занимает восточную часть района и граничит на западе с городским поселением Плюсса, на юге — со Стругокрасненским районом Псковской области, на севере — с Ленинградской областью, на востоке — с Новгородской областью.
На территории городского поселения располагаются озёра: Песно (4,85 км², глубиной до 3,1 м), Заплюсское (2,55 км², глубиной до 3 м) и др.

## История
Решением Псковского облисполкома от 12 октября 1956 года за № 345 из части земель Запольского сельсовета был образован Заплюсский сельский совет.
Решением Псковского облисполкома от 10 июля 1961 года за № 265 посёлку Заплюсье был присвоен статус рабочего посёлка (посёлка городского типа), а Заплюсский сельский совет преобразован в Заплюсский поселковый совет.
Статус и границы городского поселения установлены Законом Псковской области от 28 февраля 2005 года № 420-ОЗ «Об установлении границ и статусе вновь образуемых муниципальных образований на территории Псковской области»
Согласно Закону Псковской области от 30 марта 2015 года № 1508-ОЗ «О преобразовании муниципальных образований», сельское поселение Запольская волость было включено в городское поселение Заплюсье с центром в рабочем посёлке Заплюсье.

## Население
| 2010  | 2011  | 2012  | 2013  | 2014  | 2015  | 2016  |
| ----- | ----- | ----- | ----- | ----- | ----- | ----- |
| 1096  | ↘1091 | ↘1073 | ↘1058 | ↗1066 | ↗1103 | ↗1782 |
| 2017  | 2018  | 2019  | 2020  | 2021  |       |       |
| ↘1750 | ↘1735 | ↘1668 | ↗1672 | ↘1471 |       |       |

## Состав городского поселения
| №  | Населённый пункт | Тип населённого пункта                  | Население |
| -- | ---------------- | --------------------------------------- | --------- |
| 1  | Андромер         | деревня                                 | ↘270      |
| 2  | Большие Льзи     | деревня                                 | ↗17       |
| 3  | Григорьевка      | деревня                                 | →0        |
| 4  | Дуброво          | деревня                                 | →6        |
| 5  | Дуплево          | деревня                                 | ↗3        |
| 6  | Замошье          | деревня                                 | ↗3        |
| 7  | Запесенье        | деревня                                 | ↗51       |
| 8  | Заплюсье         | рабочий посёлок, административный центр | ↘869      |
| 9  | Заплюсье         | деревня                                 | ↗36       |
| 10 | Заполье          | деревня                                 | ↘385      |
| 11 | Заречье          | деревня                                 | ↗6        |
| 12 | Звягино          | деревня                                 | ↘5        |
| 13 | Ивановск         | деревня                                 | ↘1        |
| 14 | Ивановское       | деревня                                 | ↗6        |
| 15 | Любенск          | деревня                                 | ↘22       |
| 16 | Малые Льзи       | деревня                                 | ↘6        |
| 17 | Остров           | деревня                                 | ↘20       |
| 18 | Полосы           | деревня                                 | ↗21       |
| 19 | Староверский Луг | деревня                                 | ↘25       |
| 20 | Шерёги           | деревня                                 | ↗21       |